# Pavonia pterocarpa
Pavonia pterocarpa är en malvaväxtart som beskrevs av R. E. Fries. Pavonia pterocarpa ingår i släktet påfågelsmalvor, och familjen malvaväxter. Inga underarter finns listade i Catalogue of Life.